# Wayne Coyne
Wayne Michael Coyne (Oklahoma City, Oklahoma; 13 de enero de 1961) es un cantante, guitarrista y compositor estadounidense de la banda The Flaming Lips, formada en 1983 con su hermano, Mark (cantante original) y bajista, Michael Ivins. Mark dejó la banda antes de su primer álbum, Hear It Is, y Wayne asumió el rol de cantante principal.
En las primeras etapas de la banda, durante los 80s, Coyne fue el compositor principal y su estilo fue simple pero psicodélico. Cuando el baterista (y más tarde guitarrista y teclista), Steven Drozd, entró en la banda, en 1991, Coyne empezó a compartir en escribiendo las canciones con él. Aunque después del álbum Clouds Taste Metallic, dejó el más de los deberes instrumentales en el estudio a Drozd, Coyne ha seguido escribiendo mucho de la música y escribe las líricas de todas las canciones.
En concierto, ya no toca la guitarra (aparte de una o dos canciones); en cambio, muestra su teatralidad utilizando varios accesorios para crear una experiencia diferente para la audiencia.
Coyne se informa para haber trabajado en el restaurante, Long John Silver's, durante más que 10 años, y le concedieron una insignia especial para hacer honor a su servicio.
Wayne Coyne y The Flaming Lips trabajó en conjunto a Miley Cyrus en su disco Miley Cyrus and Her Dead Petz cual fue anunciado como descarga digital gratis el 30 de agosto de 2015, después de los MTV Video Music Awards 2015 en los cuales fue anfitriona.